# Johann Hofer (Politiker, 1940)

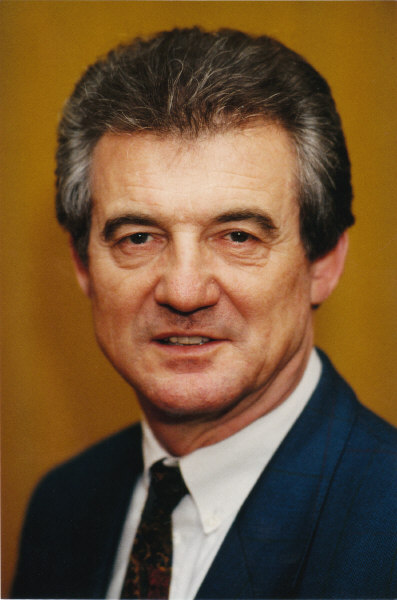
Johann Hofer während seiner Zeit als Nationalrats-Abgeordneter

Johann Hofer (* 22. Mai 1940 in Waizenkirchen) ist ein ehemaliger österreichischer Politiker (ÖVP) und Versicherungskaufmann. Hofer war von 1983 bis 1994 Abgeordneter zum Nationalrat.

## Leben
Hofer besuchte nach der Volksschule das Gymnasium im Kollegium Petrinum in Linz. Von 1955 bis 1964 war er als Landarbeiter im elterlichen Betrieb tätig. Zwischen 1965 und 1976 arbeitete Hofer als Hauptbezirksparteisekretär der ÖVP für die Bezirke Grieskirchen und Eferding. Ab 1976 war er als Gebietsleiter bei der Oberösterreichischen Versicherungsanstalt beschäftigt. Zwischen 1995 und 1998 war er Regionaldirektor bei diesem Unternehmen, ehe er von 1998 bis 2000 als Direktor (Direktionsbevollmächtigter) für die Großkundenbetreuung zuständig war.

### Politischer Werdegang
Politisch war Hofer zunächst in der Lokalpolitik tätig. Er war Bezirksobmann der Jungen ÖVP der Bezirke Grieskirchen-Eferding von 1969 bis 1973. Von 1973 bis 1991 gehörte er dem Gemeinderat von Prambachkirchen an und war zugleich bis 1984 Mitglied des Gemeindevorstandes. 1979 bis 1984 übte er das Amt des Vizebürgermeisters aus. Hofer war zudem zwischen 1977 und 1995 Bezirksparteiobmann der ÖVP Eferding. Seit 1995 ist er Ehrenbezirksobmann der ÖVP Eferding. Von 1972 bis 1989 war er Obmann der Gemeindegruppe ÖAAB-Prambachkirchen. Zwischen dem 19. Mai 1983 und dem 6. November 1994 vertrat er die ÖVP im Nationalrat.

## Auszeichnungen
- 1991: Großes Silbernes Ehrenzeichen für Verdienste um die Republik Österreich[1]
- Silbernes Ehrenzeichen des Landes Oberösterreich